# Ère Bunji
L'ère Bunji (文治) est une des ères du Japon (年号, nengō, lit. « nom de l'année ») après l'ère Genryaku et avant l'ère Kenkyū. Cette ère couvre la période allant du mois d'avril 1185 au mois d'avril 1190. L'empereur régnant est Go-Toba-tennō (後鳥羽天皇)

## Changement d'ère
- 1185 Bunji gannen (文治元年?) : Le nom de la nouvelle ère est créé pour marquer un événement ou une série d'événements. L'ère précédente se termine là où commence la nouvelle, en  Genryaku 2, le 16e jour du 4e mois de 1184[3].

## Événements de l'ère Bunji
- 1185 (Bunji 1, 29e jour du 11e mois) : La cour approuve formellement l'établissement d'un gouvernement shogun à Kamakura dans la région de Kantō[4].
- 1186 (Bunji 2, 4e mois) : Go-Shirakawa rend visite à Taira no Tokuko dans son humble retraite à Ohara[4].

| Bunji     | 1re  | 2e   | 3e   | 4e   | 5e   | 6e   |
| Grégorien | 1185 | 1186 | 1187 | 1188 | 1189 | 1190 |